# Łyżwiarstwo szybkie na Zimowych Igrzyskach Olimpijskich 1952
Zawody w łyżwiarstwie szybkim na Zimowych Igrzyskach Olimpijskich 1952 odbywały się w dniach 16 – 19 lutego 1952 roku, rywalizowali wyłącznie mężczyźni. Zawodnicy walczyli w czterech konkurencjach: na 500 m, 1500 m, 5000 m, 10 000 m. Łącznie rozdanych zostało zatem cztery kompletów medali. Zawody odbywały się na torze lodowym zrobionym na Bislett Stadion.

## Terminarz
| Data           | Miejscowość | Konkurencja      | Złoto            | Srebro               | Brąz                        |
| -------------- | ----------- | ---------------- | ---------------- | -------------------- | --------------------------- |
| 16 lutego 1952 | Oslo        | 500 m mężczyzn   | Kenneth Henry    | Donald McDermott     | Gordon Audley Arne Johansen |
| 17 lutego 1952 | Oslo        | 5000 m mężczyzn  | Hjalmar Andersen | Kees Broekman        | Sverre Haugli               |
| 18 lutego 1952 | Oslo        | 1500 m mężczyzn  | Hjalmar Andersen | Willem van der Woort | Roald Aas                   |
| 19 lutego 1952 | Oslo        | 10000 m mężczyzn | Hjalmar Andersen | Kees Broekman        | Carl-Erik Asplund           |

## Mężczyźni

### 500 m
| Miejsce | Państwo           | Zawodnik             | Czas | Strata |
| ------- | ----------------- | -------------------- | ---- | ------ |
|         | Stany Zjednoczone | Kenneth Henry        | 43.2 |        |
|         | Stany Zjednoczone | Donald McDermott     | 43.9 | +0.7   |
|         | Kanada            | Gordon Audley        | 44.0 | +0.8   |
|         | Norwegia          | Arne Johansen        | 44.0 | +0.8   |
| 5.      | Norwegia          | Finn Helgesen        | 44.0 | +0.8   |
| 6.      | Norwegia          | Hroar Elvenes        | 44.1 | +0.9   |
|         | Japonia           | Kiyotaka Takabayashi | 44.1 | +0.9   |
| 8.      | Holandia          | Gerardus Maarse      | 44.2 | +1.0   |
|         | Finlandia         | Toivo Salonen        | 44.2 | +1.0   |
| 10.     | Norwegia          | Sigmund Søfteland    | 44.3 | +1.1   |

Data: 16 lutego 1952

### 1500 m
| Miejsce | Państwo   | Zawodnik             | Czas   | Strata |
| ------- | --------- | -------------------- | ------ | ------ |
|         | Norwegia  | Hjalmar Andersen     | 2:20.4 |        |
|         | Holandia  | Willem van der Woort | 2:20.6 | +0.2   |
|         | Norwegia  | Roald Aas            | 2:21.6 | +1.2   |
| 4.      | Szwecja   | Carl-Erik Asplund    | 2:22.6 | +2.2   |
| 5.      | Holandia  | Kees Broekman        | 2:22.8 | +2.4   |
| 6.      | Finlandia | Lauri Parkkinen      | 2:23.0 | +2.6   |
| 7.      | Finlandia | Kauko Salomaa        | 2:23.3 | +2.9   |
| 8.      | Szwecja   | Sigvard Ericsson     | 2:23.4 | +3.0   |
|         | Norwegia  | Ivar Martinsen       | 2:23.4 | +3.0   |
| 10.     | Węgry     | Ferenc Lőrincz       | 2:23.7 | +3.3   |

Data: 18 lutego 1956

### 5000 m

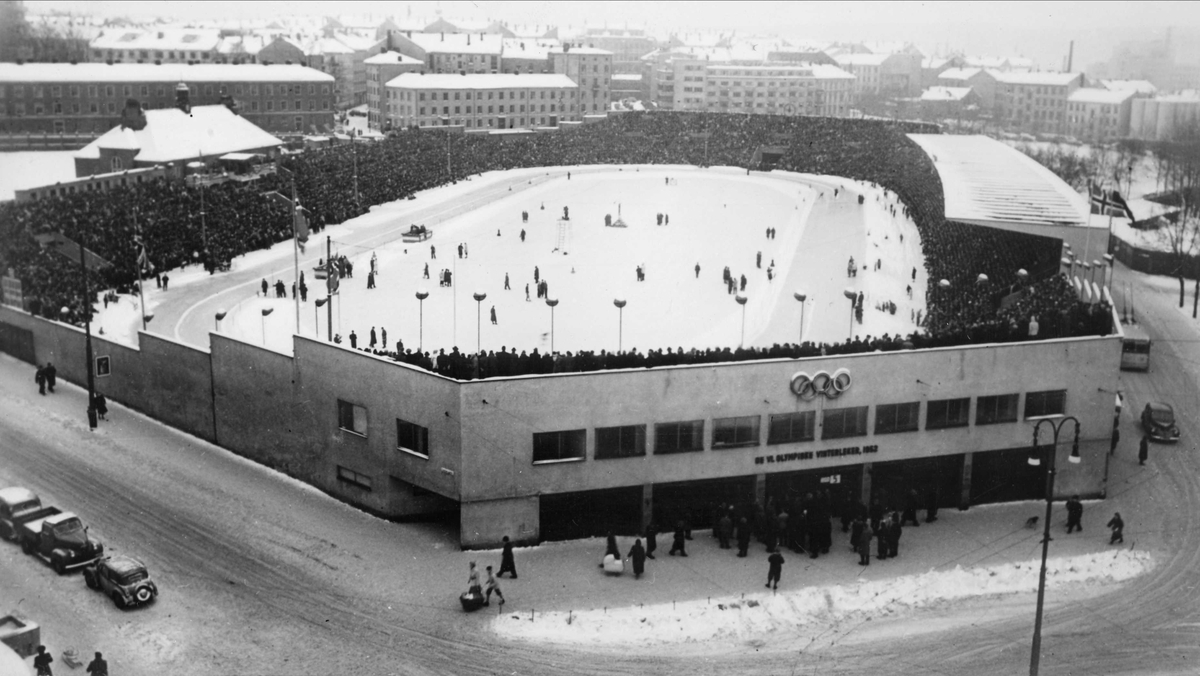
Arena zmagań łyżwiarzy, Bislett Stadion w 1952

| Miejsce | Państwo   | Zawodnik             | Czas   | Strata |
| ------- | --------- | -------------------- | ------ | ------ |
|         | Norwegia  | Hjalmar Andersen     | 8:10.6 | OR     |
|         | Holandia  | Kees Broekman        | 8:21.6 | +11.0  |
|         | Norwegia  | Sverre Haugli        | 8:22.4 | +11.8  |
| 4.      | Holandia  | Anton Huiskes        | 8:28.5 | +17.9  |
| 5.      | Holandia  | Willem van der Woort | 8:30.6 | +20.0  |
| 6.      | Szwecja   | Carl-Erik Asplund    | 8:30.7 | +20.1  |
| 7.      | Finlandia | Pentti Lammio        | 8:31.9 | +21.3  |
| 8.      | Austria   | Arthur Mannsbarth    | 8:36.3 | +25.7  |
| 9.      | Norwegia  | Wiggo Hanssen        | 8:37.2 | +26.6  |
| 10.     | Japonia   | Yoshiyasu Gomi       | 8:38.6 | +28.0  |

Data: 17 lutego 1952

### 10 000 m
| Miejsce | Państwo         | Zawodnik          | Czas    | Strata |
| ------- | --------------- | ----------------- | ------- | ------ |
|         | Norwegia        | Hjalmar Andersen  | 16:45.8 | OR     |
|         | Holandia        | Kees Broekman     | 17:10.6 | +24.8  |
|         | Szwecja         | Carl-Erik Asplund | 17:16.6 | +30.8  |
| 4.      | Finlandia       | Pentti Lammio     | 17:20.5 | +34.7  |
| 5.      | Holandia        | Anton Huiskes     | 17:25.5 | +39.7  |
| 6.      | Norwegia        | Sverre Haugli     | 17:30.2 | +44.4  |
| 7.      | Japonia         | Kazuhiko Sugawara | 17:34.0 | +48.2  |
| 8.      | Finlandia       | Laurii Parkkinen  | 17:36.8 | +51.0  |
| 9.      | Szwecja         | Göthe Hedlund     | 17:39.2 | +53.4  |
| 10.     | Wielka Brytania | John Hearn        | 17:41.5 | +55.7  |

Data: 19 lutego 1952

## Tabela medalowa
| Lp. | Kraj              | złoto | srebro | brąz | razem |
| --- | ----------------- | ----- | ------ | ---- | ----- |
| 1.  | Norwegia          | 3     | 0      | 3    | 6     |
| 2.  | Stany Zjednoczone | 1     | 1      | 0    | 2     |
| 3.  | Holandia          | 0     | 3      | 0    | 3     |
| 4.  | Kanada            | 0     | 0      | 1    | 1     |
|     | Szwecja           | 0     | 0      | 1    | 1     |